# Ajovan
Az ajovan (Trachyspermum ammi) Etiópiában, az Arab-félszigeten, Mezopotámiában, Afganisztánban, Iránban és Indiában igen kedvelt termesztett fűszernövény. Vadon ma már nem ismeretes. A terméseiben levő éterikus ajovanolaj fertőtlenítő hatású is. Felhasználják fogkrémek és szájvíz készítéséhez is.  Magyarországon nem nagyon ismert, leginkább csak fűszerkeverékekben fordul elő.

## Leírás
Az ajovan termése hasonlít a többi köményféléhez, ezért királyköménynek is szokták hívni. Kesernyés, csípős íze az ánizs és a szurokfű közé esik. Az illata szinte azonos a kakukkfűvel, mert ez is tartalmaz timolt. Domináns fűszer. Már kis mennyisége is képes eluralkodni az étel ízén.

## Felhasználása
A termést nyersen nem fogyasztják. Indiában leginkább szárazon-, vagy zsiradékban pirítás után adják az ételekhez, mert így mélyebb, komplexebb aromát ad ki magából. Gyakran a csank vagy tarka (gíben pirított fűszerek, hagyma és fokhagyma) összetevője is, amit pl. a dahlhoz adnak tálaláskor. Afganisztánban kenyérre és péksüteményekre szórják.